# Kabinet-Gascoyne-Cecil II
Het kabinet–Gascoyne-Cecil II was de uitvoerende macht van de Britse overheid van 20 juli 1886 tot 15 augustus 1892. Het kabinet werd gevormd door de Conservative Party.
| Ambtsbekleder                   | Ambtsbekleder            | Ambtsbekleder                                                  | Functie                               | Ambtstermijn     | Ambtstermijn     | Partij                 |
| ------------------------------- | ------------------------ | -------------------------------------------------------------- | ------------------------------------- | ---------------- | ---------------- | ---------------------- |
|                                 | Robert Gascoyne-Cecil    | Markies van Salisbury Robert Gascoyne-Cecil (1830–1903)        | Premier                               | 20 juli 1886     | 15 augustus 1892 | Conservative Party     |
| Leader of the House of Lords    | Robert Gascoyne-Cecil    | Markies van Salisbury Robert Gascoyne-Cecil (1830–1903)        |                                       | 20 juli 1886     | 15 augustus 1892 | Conservative Party     |
| Minister van Buitenlandse Zaken | Robert Gascoyne-Cecil    | Markies van Salisbury Robert Gascoyne-Cecil (1830–1903)        | 12 januari 1887                       |                  | 15 augustus 1892 | Conservative Party     |
|                                 | Randolph Churchill       | Heer Randolph Churchill (1849–1895)                            | Minister van Financiën                | 20 juli 1886     | 14 januari 1887  | Conservative Party     |
|                                 | George Goschen           | George Goschen (1831–1907)                                     | Minister van Financiën                | 14 januari 1887  | 15 augustus 1892 | Liberal Unionist Party |
|                                 | Stafford Northcote       | Graaf van Iddesleigh Stafford Northcote (1818–1887)            | Minister van Buitenlandse Zaken       | 20 juli 1886     | 12 januari 1887  | Conservative Party     |
|                                 | Henry Matthews           | Henry Matthews (1823–1913)                                     | Minister van Binnenlandse Zaken       | 20 juli 1886     | 15 augustus 1892 | Conservative Party     |
|                                 | Gathorne Gathorne-Hardy  | Burggraaf Cranbrook Gathorne Gathorne-Hardy (1814–1906)        | Lord President of the Council         | 20 juli 1886     | 15 augustus 1892 | Conservative Party     |
|                                 | Randolph Churchill       | Heer Randolph Churchill (1849–1895)                            | Leader of the House of Commons        | 20 juli 1886     | 14 januari 1887  | Conservative Party     |
|                                 | William Henry Smith      | William Henry Smith (1825–1891)                                | Leader of the House of Commons        | 14 januari 1887  | 6 oktober 1891   | Conservative Party     |
|                                 | Arthur Balfour           | Arthur Balfour (1848–1930)                                     | Leader of the House of Commons        | 6 oktober 1891   | 15 augustus 1892 | Conservative Party     |
|                                 | George Cadogan           | Graaf Cadogan George Cadogan (1840–1915)                       | Lord Privy Seal                       | 20 juli 1886     | 15 augustus 1892 | Conservative Party     |
|                                 | Hardinge Giffard         | Baron Halsbury Hardinge Giffard (1823–1921)                    | Lord Chancellor                       | 20 juli 1886     | 15 augustus 1892 | Conservative Party     |
|                                 | William Henry Smith      | William Henry Smith (1825–1891)                                | Minister voor Oorlog                  | 20 juli 1886     | 14 januari 1887  | Conservative Party     |
|                                 | Edward Stanhope          | Edward Stanhope (1840–1893)                                    | Minister voor Oorlog                  | 14 januari 1887  | 15 augustus 1892 | Conservative Party     |
|                                 | George Hamilton          | Heer George Hamilton (1845–1927)                               | Minister voor de Marine               | 20 juli 1886     | 15 augustus 1892 | Conservative Party     |
|                                 | Frederick Arthur Stanley | Baron Stanley van Preston Frederick Arthur Stanley (1841–1908) | Minister van Handel                   | 20 juli 1886     | 22 februari 1888 | Conservative Party     |
|                                 | Michael Hicks Beach      | Sir Michael Hicks Beach (1837–1916)                            | Minister van Handel                   | 22 februari 1888 | 15 augustus 1892 | Conservative Party     |
|                                 | Henry Holland            | Sir Henry Holland (1825–1914)                                  | Minister van Onderwijs                | 20 juli 1886     | 14 januari 1887  | Conservative Party     |
|                                 | William Hart Dyke        | Sir William Hart Dyke (1837–1931)                              | Minister van Onderwijs                | 14 januari 1887  | 15 augustus 1892 | Conservative Party     |
|                                 | David Plunket            | David Plunket (1838–1919)                                      | Minister van Openbare Werken          | 20 juli 1886     | 15 augustus 1892 | Conservative Party     |
|                                 | Charles Ritchie          | Charles Ritchie (1838–1906)                                    | Minister van Lokale Zaken             | 20 juli 1886     | 15 augustus 1892 | Conservative Party     |
|                                 | Henry Chaplin            | Henry Chaplin (1840–1923)                                      | Minister van Landbouw                 | 9 september 1889 | 15 augustus 1892 | Conservative Party     |
|                                 | Gathorne Gathorne-Hardy  | Burggraaf Cranbrook Gathorne Gathorne-Hardy (1814–1906)        | Kanselier van het Hertogdom Lancaster | 20 juli 1886     | 16 augustus 1886 | Conservative Party     |
|                                 | John Manners             | Hertog van Rutland John Manners (1818–1906)                    | Kanselier van het Hertogdom Lancaster | 16 augustus 1886 | 15 augustus 1892 | Conservative Party     |
|                                 | Edward Stanhope          | Edward Stanhope (1840–1893)                                    | Minister voor Koloniale Zaken         | 20 juli 1886     | 14 januari 1887  | Conservative Party     |
|                                 | Henry Holland            | Sir Henry Holland (1825–1914)                                  | Minister voor Koloniale Zaken         | 14 januari 1887  | 15 augustus 1892 | Conservative Party     |
|                                 | Richard Assheton Cross   | Burggraaf Cross Richard Assheton Cross (1823–1914)             | Minister voor Brits-Indië             | 20 juli 1886     | 15 augustus 1892 | Conservative Party     |
|                                 | Arthur Balfour           | Arthur Balfour (1848–1930)                                     | Minister voor Schotland               | 20 juli 1886     | 13 maart 1887    | Conservative Party     |
|                                 | Schomberg Kerr           | Markies van Lothian Schomberg Kerr (1830–1900)                 | Minister voor Schotland               | 13 maart 1887    | 15 augustus 1892 | Conservative Party     |
|                                 | Michael Hicks Beach      | Sir Michael Hicks Beach (1837–1916)                            | Minister voor Ierland                 | 20 juli 1886     | 13 maart 1887    | Conservative Party     |
|                                 | Arthur Balfour           | Arthur Balfour (1848–1930)                                     | Minister voor Ierland                 | 13 maart 1887    | 10 november 1891 | Conservative Party     |
|                                 | William Jackson          | William Jackson (1840–1917)                                    | Minister voor Ierland                 | 10 november 1891 | 15 augustus 1892 | Conservative Party     |
|                                 | Henry Cecil Raikes       | Henry Cecil Raikes (1838–1891)                                 | Minister voor Posterijen              | 20 juli 1886     | 24 augustus 1891 | Conservative Party     |
|                                 | James Fergusson          | Sir James Fergusson (1832–1907)                                | Minister voor Posterijen              | 31 augustus 1891 | 15 augustus 1892 | Conservative Party     |
|                                 | Michael Hicks Beach      | Sir Michael Hicks Beach (1837–1916)                            | Minister zonder portefeuille          | 13 maart 1887    | 22 februari 1888 | Conservative Party     |

Russell I ·
Smith-Stanley I ·
Hamilton-Gordon ·
Temple I ·
Smith-Stanley II ·
Temple II ·
Russell II ·
Smith-Stanley III ·
Disraeli I ·
Gladstone I ·
Disraeli II ·
Gladstone II ·
Gascoyne-Cecil I ·
Gladstone III ·
Gascoyne-Cecil II ·
Gladstone IV ·
Primrose ·
Gascoyne-Cecil III ·
Gascoyne-Cecil IV ·
Balfour ·
Campbell-Bannerman ·
Asquith I ·
Asquith II ·
Asquith III ·
Asquith IV ·
Lloyd George I ·
Lloyd George II ·
Law ·
Baldwin I ·
MacDonald I ·
Baldwin II ·
MacDonald II ·
MacDonald III ·
MacDonald IV ·
Baldwin III ·
Chamberlain I ·
Chamberlain II ·
Churchill I ·
Churchill II ·
Attlee I ·
Attlee II ·
Churchill III ·
Eden ·
Macmillan I ·
Macmillan II ·
Douglas-Home ·
Wilson I ·
Wilson II ·
Heath ·
Wilson III ·
Callaghan ·
Thatcher I ·
Thatcher II ·
Thatcher III ·
Major I ·
Major II ·
Blair I ·
Blair II ·
Blair III ·
Brown ·
Cameron I ·
Cameron II ·
May I ·
May II ·
Johnson I ·
Johnson II ·
Truss ·
Sunak ·
Starmer